# خون‌بس (فیلم)
خون‌بس فیلمی به کارگردانی ناصر غلامرضایی و نویسندگی مرتضی مختاری، ناصر غلامرضایی ساختهٔ سال ۱۳۶۹ است. فیلم سینمای خون بس یکی از اولین سینمایی هابه زبان لکی است.

## داستان
در یک نزاع جمعی بین اهالی دو روستای همجوار در لرستان عزیزبگ کشته می‌شود. براخاس، فرزند بزرگ علی‌زمان، متهم به قتل و آوارهٔ کوه‌ها می‌شود. خانوادهٔ علی‌زمان ناگزیر به روستای دیگری کوچ می‌کنند. آهو، خواهر براخاس، تنها کسی است که از مکان براخاس خبر دارد. ریش سفیدان قبیله برمبنای عرف کنونی با اجرای مراسم «خون بس» دو طرف منازعه را به آشتی و پایان دشمنی و کینه دعوت می‌کنند. آهو، به‌عنوان خون‌بها به همسری طیاربک، برادر شخص کشته‌شده، در می‌آید. به دنبال این تفاهم براخاس با دختر دایی خود مروارید همسرگزینی می‌کند. آرامش پدید آمده چندان به درازا نمی‌کشد. این بار خانوادهٔ نظربک باگمان اتهام به قتل براخاس مجبور به کوچ شده و از طرفی وحید، برادر مروارید، در پی تقاضای خون براخاس برمی‌آید. مروارید می‌کوشد تا وحید را از انجام تصمیمش بازدارد. وحید با اسلحه طیاربک را تهدید به مرگ می‌کند، اما آهو سد راهش می‌شود. تلاش آهو و مروارید پایان بخشیدن به دشمنی‌ها است.

## بازیگران
- عابد بابک بهاروند
- مرتضی فلاحی
- ابراهیم جوادی
- فرخنده بهرامی
- معصومه شیرماهی
- افسانه قاسمی
- داراب فلاح
- نورعلی لطفی
- مرتضی مختاری
- وحید چگنی
- فریبا حاجی نژاد
- فریبا سکوند
- محمد گودرزیانی اسد
- افشین چگینی
- ملک حاجی نژاد
- غلامرضا نژادمقدم
- نورالدین اعلمی
- بهمن یمینی
- حسین گله دار
- احمد صارمیان
- محمد جاویدمقدم
- عزیز کشاورز
- نعمت اله بهرامی
- علی حسن کرم الهی
- خداکرم کمالوند
- یداله سروش
- فاطمه ترک‌زبان
- مهدی اکبری
- عصمت رشنوفرد
- حجت اله مجلسی
- مصطفی یاراحمدی
- نبی کرمی منفرد
- محمد ماهوتی
- فرزان دلفانی
- آتوسا مسعودی
- آناهیتا مسعودی
- فرناز گودرزیانی اسد
- مریم صورتیان
- مریم کدخدایی
- مهری جلالوندی
- اشرف صیادمنصور
- اشرف پاپی
- فریبا سلیمانی
- معصومه رازانی
- توران زارعی
- شهین رمزی شفقت
- فریبا بهرامی
- فریبا گودرزی
- فرزانه بازگیر
- مریم بیرانوند
- اقدس نیک نژاد
- فاطمه رضایی
- ناهید قلائی
- محمدرضا مایلی
- ناصر جاویدمقدم
- مهری قاسمی نژاد
- ناهید گودرزی
- فروزان رضاییان
- شهرزاد خادمی بابایی
- فروزان چغلوندی
- مهیاره صادقیان
- پروانه موفق
- آزیتا صالحی
- رضا کرمی
- رضا دریکوند
- مرتضی کمالی
- علی عباس کریمی
- علی حسین رضاییان
- علی جاویدمقدم
- امین عربان
- علی سپهوند
- جعفر زاهدی
- حجت اله دریکوند
- حجت اله حیاتی پور
- بک شیر سپهوند
- نصرت اله دولتشاهی
- درویش طولابی
- لطف اله قاسمی نیا
- بهرام دالوند
- شیرعلی ندری
- افشین ذوالفنون
- ابوالفضل کرمی
- سیاوش شاکری
- علی دریکوند
- محمود سهرابیان
- افشین کمالوند
- منوچهر نوروزی
- جعفر مریدی
- حسین احمدی
- محمد سپهوند
- حمیدرضا کرمیان
- علیوش فتاحی
- قیصور نورمحمدی
- محسن معنوی
- الهام حاتمی فر
- رحیم خدا پوررحیم
- محمد طولابی
- محمد تیموری طولابی
- شهرام جایدری
- محمدرضا دولتیان
- نورمحمد تقوی
- جعفر ستاری
- مهیار ستاری
- جواد زاهدی
- مهرعلی لطفی
- علی یاراحمدی
- حسین جلالی